# 西蒙尼·柏比
西蒙尼·柏比（Simone Pepe，1983年8月30日—）是一名前意大利足球運動員，擔任前鋒，曾效力尤文圖斯。
這名球員出身於意甲的羅馬，但出道以來都只是在外借的生涯中度過。即使是在2003年轉投巴勒莫依然如是。直至轉投烏甸尼斯後幾年才逐漸建立正選位置。2010年6月9日，尤文圖斯官方網站正式宣佈烏迪內斯俱樂部的義大利國腳佩佩將在下賽季披上斑馬戰袍，正式成為老婦人旗下的一員。佩佩將在7月1日正式以租借形式轉會斑馬軍團，2011年6月以750萬歐元買斷。

## 外部連結
- cagliaricalcio.net （意大利文）
- FIGC （意大利文）